# فرانك ألتشول
فرانك ألتشول (بالإنجليزية: Frank Altschul)‏ هو شخصية أعمال أمريكي، ولد في 21 أبريل 1887 في سان فرانسيسكو في الولايات المتحدة، وتوفي في 29 مايو 1981.